# Egmont Kids Media Nordic
Egmont Kids Media Nordic var fram till hösten 2013 en förlagsdivision inom den skandinaviska mediakoncernen Egmont, (i Sverige) bildad 2003. Bolaget har verksamhet i Danmark, Norge och Sverige. Den svenska verksamheten har tidigare hetat Egmont Kärnan (sammanslagning av Kärnan och Egmont Serieförlaget) och producerade framför allt serietidningar, barn- och ungdomstidningar och leksaker. Sitt nuvarande namn fick företaget 2013. Dess omsättning har uppgått till 550 miljoner SEK, och man har 110 anställda.
November 2013 slog Egmont samman sina båda förlagsdivisioner Egmont Magazines och Egmont Kids Media till en division under namnet Egmont Publishing.

## Svensk historik
Företagets svenska historia går tillbaka till 1948 då veckotidningen Hemmets Journal och bokförlaget Richter, båda dotterbolag till den danska Gutenberghus-koncernen (sedermera omdöpt till Egmont) inledde utgivningen av serietidningen Kalle Anka & C:o.
Utgivningen av Hemmets Journal och Kalle Anka & C:o blev grogrunden till Hemmets Journals förlag, vars serieutgivning under 1980-talet avknoppades till ett eget förlag. Detta hette först Serieförlaget, senare Egmont Serieförlaget, därefter – efter 2003 års fusion med leksaksföretaget Kärnan – Egmont Kärnan och sedan 2013 Egmont Kids Media Nordic.
Under lång tid bestod utgivningen i allt väsentligt av Disneyserier; det första stora undantaget var Bamse som man tog över utgivningen av år 1990. 1997 köpte man dock upp huvudaktören på den svenska seriemarknaden, Semic Press, och sedan dess är man det utan konkurrens största svenska serietidningsförlaget. Efter att den huvudsakliga konkurrenten Atlantic förlag meddelade sin nedläggning 1999, hade förlaget under några månader i det närmaste monopol på svenskt serietidningsutgivning. Detta bröts dock när den norska mediekoncernen Schibsted startade Full Stop Media – sedermera Schibsted förlagen – år 2000. Efter att Schibsted avslutat sin svenska serietidningsutgivning 2009 har dock Egmont återigen intagit en i det närmaste monopolställning.
Bolaget hade 2013 105 anställda på dess båda kontor i Malmö (huvudkontoret) och Stockholm. Omsättningen noteras till cirka 530 miljoner kronor.
20 november 2013 meddelade Egmont att man slår samman sina förlagsdivisioner Egmont Magazines och Egmont Kids Media. Den nya förlagsdivisionen kommer att få namnet Egmont Publishing.

### Utgivning (i urval)
Förutom de serietidningar som listas nedan ger förlaget även ut många seriealbum och serieböcker.
- 91:an
- Agent X9
- Bamse
- Elvis
- Ernie
- Fantomen
- Gustaf
- Herman Hedning
- Humorklassiker
- Hälge
- Knasen
- Min Häst
- Nemi
- Nya Serieparaden
- Pondus
- Rocky Magasin
- Scooby-Doo
- Smurfarna
- Spider-Man
- Tom och Jerry
- Uti vår hage
- The Walking Dead
- Wendy
- W.I.T.C.H.

Dessutom finns ytterligare systertitlar till ovan nämnda tidningar.

## Ungdomstidningar
Förutom serietidningar ger förlaget även ut ytterligare tidskrifter: tjejtidningen Julia, hockeytidningen Pro Hockey, fotbollstidningen Goal, och husdjurstidningen Pets, samt systertidningar.

## Böcker och leksaker
Företaget har även en betydande bokutgivning och merchandise-produktion, med kända figurer som Bamse, Alfons Åberg, Kalle Anka, Lilla spöket Laban, Smurfarna, Star Wars, Barbie, Hello Kitty, My Little Pony, med flera.

## Stallet.se
År 2007 förvärvade Egmont Kärnan 60 procent av aktierna i Sudd AB som driver det sociala nätverket Stallet.se. Sajten startades år 2002 av Hans Blomberg och Petter Axelsson, som fortfarande arbetar aktivt med den. Stallet riktar sig till hästintresserade tjejer i åldern 10–16 år. Sajten har ca 15000 aktiva användare varje månad. Sajten är inte endast till för hästintresserade tjejer, utan den handlar även om grafik och fotografering, samt kommunikation med andra medlemmar. Stallet bytte 28 maj 2013 ägare från Egmont till Webonized AB.